# Showdown (filme de 1973)
Showdown (Brasil: Inimigos a Força / Portugal: O Duelo ) é um filme estadunidense de 1973, do gênero faroeste, dirigido por George Seaton para a Universal Pictures. Roteirizado por Hank Fine e Thedore Taylor, com música de David Shire.

## Sinopse
No final do século XIX, o grande atirador Billy Massey se alia a três ladrões profissionais e assalta o trem da linha Denver-Rio Grande, nas proximidades de Cumbres, achando que o xerife dali é velho e gordo. Ele não sabe que o homem morreu e o substituto é seu amigo de infância, Chuck Jarvis. Os dois cresceram juntos e foram sócios de um rancho naquela região, mas Billy foi embora quando o amigo se casou com Kate, por quem também era atraído. Chuck deve cumprir a lei mas tentará ajudar o amigo a se livrar da forca, enquanto Billy descobrirá que a ferrovia não dá clemência a quem a rouba.

## Elenco
- Rock Hudson ....... Chuck Jarvis
- Dean Martin ....... Billy Massey
- Susan Clark ....... Kate Jarvis
- Donald Moffat ....... Art Williams
- John McLiam ....... F.J. Wilson
- Charles Baca ....... Martinez
- Jackson D. Kane ....... Clem (como Jackson Kane)
- Ben Zeller ....... Perry Williams
- John Gill ....... Earl Cole (como John Richard Gill)
- Philip L. Mead ....... Jack Bonney
- Rita Rogers ....... garota
- Victor Mohica ....... Big Eye (como Vic Mohica)
- Raleigh Gardenhire ....... Joe Williams
- Ed Begley Jr. ....... Pook
- Dan Boydston ....... Rawls